# CL-613
La CL-613 es una carretera autonómica de Castilla y León, que une Palencia con la Autovía Camino de Santiago en Sahagún.
Anteriormente se denominaba C-613 (Palencia-Villada), y C-611 (Medina de Rioseco-Sahagún-Cistierna).
Renovada y ensanchada íntegramente en el año 2000, atraviesa las localidades de Grijota, Villaumbrales, Becerril de Campos, Paredes de Nava, Villalumbroso, Cisneros, Villada, Pozuelos del Rey y Grajal de Campos, para finalizar en Sahagún, en la N-120, punto en el que conecta con la A-231.
Tiene 60 kilómetros de longitud, y hay variantes realizadas para evitar el paso por los cascos urbanos de todas las localidades que atraviesa.
Recientemente se ha realizado una campaña de recogida de firmas en los municipios por los que pasa, para solicitar su conversión en Autovía; además, los alcaldes de numerosos municipios afectados, también exigen esta mejora, así como la Cámara de Comercio de Palencia.
- Datos: Q5737184